# Diagramma di Feynman
Nella teoria quantistica dei campi il diagramma di Feynman, inventato da Richard Feynman negli anni quaranta, è un grafo arricchito che visualizza un termine della serie perturbativa dell'ampiezza di scattering per un processo definito dagli stati iniziali e finali.
In alcune di queste teorie, come l'elettrodinamica quantistica, si possono ottenere eccellenti approssimazioni da pochi termini della serie perturbativa, corrispondenti a pochi semplici diagrammi di Feynman con le stesse linee entranti ed uscenti connesse da differenti vertici e linee interne. In altri casi questa forma di rappresentazione è più complessa e meno utile.
Le particelle sono rappresentate con delle linee, che possono essere di vario genere in funzione del tipo di particella a cui sono associate. Un punto dove le linee si intersecano è chiamato vertice di interazione, o semplicemente vertice. Le linee si dividono in tre categorie: linee interne (che connettono due vertici), linee entranti (che arrivano "dal passato" ed entrano in un vertice e rappresentano gli stati inizialmente non interagenti) e le linee uscenti (che partono da un vertice e si estendono "al futuro" e rappresentano gli stati finali non interagenti). A volte i diagrammi sono girati e il passato è in basso, e il futuro in alto.
I diagrammi di Feynman sono frequentemente confusi con diagrammi spazio-temporali o con immagini delle camere a bolle per la loro similitudine visuale, ma sono cose profondamente diverse. I diagrammi di Feynman non contengono il concetto di posizione né nello spazio né nel tempo. Inoltre le particelle non scelgono solo un particolare diagramma ogni volta che interagiscono, ma tutti i possibili secondo la teoria delle storie consistenti.

## Tracciamento
L'idea di fondo del diagramma è di tradurre un'interazione in un semplice schema, per permettere una facile comprensione del fenomeno descritto.
Questi diagrammi sono composti da segni convenzionali, quali ad esempio linee rette e ondulate, disposte secondo uno schema preciso e con un preciso significato.
Per prima cosa dobbiamo fissare un sistema di riferimento, per poter interpretare correttamente lo schema: abbiamo bisogno, quindi, di un asse temporale e di un asse spaziale; i due assi devono essere orientati, in modo che si sappia quale è il verso crescente del tempo e della posizione.
Ovviamente il processo sarà tridimensionale (serviranno, quindi tre coordinate spaziali per trovare la posizione della particella), ma per fissare le idee si considera che il processo sia unidimensionale e che una sola coordinata basti per trovare la posizione della particella.
Uno dei due assi sarà orizzontale e orientato verso destra, mentre l'altro sarà verticale ed orientato verso l'alto: non c'è una precisa convenzione su quale asse sia quello verticale.
A volte la posizione è verticale, ma a volte è il tempo ad essere verticale, solo l'uso e l'esperienza permettono di distinguere i due casi.
Il nostro foglio si trasforma allora nello spazio - tempo e le linee che descrivono le particelle si interpretano, allora, come le traiettorie delle particelle.
La linea della traiettoria deve essere orientata temporalmente (e questo lo si fa inserendo una freccia sulla linea descrittiva), in modo che si sappia dove la particella parte e dove arriva.
Ogni particella è descritta da una linea differente e diverse particelle sono descritte da diversi tipi di linee:
- il fotone, mediatore dell'interazione elettromagnetica, si indica con una linea ondulata;[1]
- i bosoni W e Z, mediatori dell'interazione nucleare debole, si indicano con delle linee tratteggiate;
- i gluoni, mediatori della interazione nucleare forte si indicano con una linea a molla;[2]
- i leptoni, gli adroni e i quark si indicano con linee continue.

Dato che alcuni tipi di linee servono ad indicare diverse particelle, si usa scrivere il nome della particella vicino alla linea che la rappresenta, inoltre per i gluoni si usa scrivere il colore della particella, come per i quark, inoltre si usa mettere anche un {\displaystyle \gamma } vicino ad una linea ondulata, anche se essa rappresenta solo il fotone.
È molto importante anche l'orientazione temporale della linea, in quanto una linea orientata nel senso crescente dell'asse temporale rappresenta una particella, una linea orientata nel senso contrario di quello dell'asse temporale rappresenta un'antiparticella.

## Come interpretare un diagramma
Come detto il diagramma rappresenta l'evoluzione temporale e spaziale dell'interazione: ecco un semplice schema per comprendere meglio quello che succede durante un'interazione e per capire meglio come interpretare i diagrammi.
In questo caso l'interazione rappresentata è:
{\displaystyle e^{-}+e^{-}\rightarrow e^{-}+e^{-}}
e uno dei possibili diagrammi corrispondenti è:

Stato iniziale a sinistra, stato finale a destra.

I due elettroni si avvicinano l'uno all'altro e ad un certo istante {\displaystyle t} uno dei due elettroni emette un fotone, che viene assorbito, dopo un tempo {\displaystyle \Delta t} dal secondo elettrone.
In realtà va specificato che questa è una descrizione molto semplificata.
Bisogna ricordare che i diagrammi di Feynman sono una descrizione matematica e non fisica dell'interazione. Le linee che rappresentano gli elettroni ed il fotone non vanno scambiate con traiettorie vere, che in meccanica quantistica perdono di significato, e che lo stesso fotone scambiato non è un fotone reale, ma un fotone virtuale.
Questo è uno degli esempi più semplici, e rappresenta un'interazione elettromagnetica, ma ogni tipo di interazione può essere rappresentata (debole, forte...): in generale il tipo di interazione si capisce dal tipo di particelle mediatrici.
Se ci sono solo fotoni allora il processo è elettromagnetico, se ci sono dei gluoni il processo è un'interazione forte, se ci sono i bosoni {\displaystyle W^{+}}, {\displaystyle W^{-}} o {\displaystyle Z^{0}} allora l'interazione è debole.
Si possono ottenere informazioni sul processo anche dalle particelle in gioco, in particolare i leptoni interagiscono tramite interazioni di tipo elettromagnetico o debole, i neutrini interagiscono solo tramite interazione debole, le altre particelle possono interagire con una qualsiasi interazione possibile, ad esempio il processo:
{\displaystyle n\rightarrow p+e^{-}+{\bar {\nu }}_{e}}
è un'interazione debole, anche se coinvolge degli adroni.

## Probabilità dell'interazione
Da un diagramma si può avere un'informazione sulla probabilità di avere una certa interazione, ecco come si può ottenere il risultato.
Consideriamo ancora il processo:
{\displaystyle e^{-}+e^{-}\rightarrow e^{-}+e^{-}}
Il cui diagramma è (canale -t):

Stato iniziale a sinistra, stato finale a destra.

Il processo è di tipo elettromagnetico, in quanto appaiono solo fotoni come particelle mediatrici.
La probabilità che avvenga questo tipo di interazione è:
{\displaystyle P={\frac {\alpha }{q^{2}+m^{2}}}}
Le regole per calcolare la probabilità di una certa interazione sono le seguenti:
- Ad ogni vertice si associa una costante di accoppiamento (in effetti è la radice quadrata che si associa ad un vertice) alla particella mediatrice (che dipende, quindi dal tipo di processo che si considera):
  - Per l'interazione elettromagnetica la costante di accoppiamento è la costante di struttura fine {\displaystyle \alpha \;}[4]
  - Per l'interazione debole la costante di accoppiamento è la costante di accoppiamento debole {\displaystyle \alpha _{W}\;}
  - Per l'interazione forte la costante di accoppiamento è la costante di accoppiamento forte {\displaystyle \alpha _{S}\;}
- Si moltiplicano le varie costanti di accoppiamento tra di loro e si moltiplica il risultato ad un propagatore, che è proporzionale a:

{\displaystyle {\frac {1}{q^{2}+m^{2}}}}
dove q è il quadrimpulso della particella ed m è la massa del mediatore.
A questo punto si deve precisare che la probabilità ottenuta non è esattamente la probabilità che avvenga un processo del tipo:
{\displaystyle e^{-}+e^{-}\rightarrow e^{-}+e^{-}}
ma solo che esso avvenga con il diagramma specificato.
Per avere la probabilità complessiva si devono considerare tutti i possibili ed immaginabili diagrammi di Feynman che descrivano lo stesso processo. In questo particolare processo, al primo ordine è presente anche il canale -u:

Stato iniziale a sinistra, stato finale a destra.

mentre il canale -s è vietato perché violerebbe la conservazione della carica. 
È chiaro che la probabilità complessiva è data da una somma infinita di termini, ma, almeno per le interazioni elettromagnetiche ed ancor più per le interazioni deboli, la probabilità totale si può approssimare con la probabilità dell'interazione del prim'ordine.